# Sfântul Mauriciu
Mauriciu, în franceză Maurice, în germană Moritz, (d. ca. 287) a fost un ofițer roman din nordul Africii convertit la creștinism. Cultul său a fost foarte popular în evul mediu, numeroase biserici și localități purtându-i numele.
Este sărbătorit în Biserica Romano-Catolică în ziua de 22 septembrie, împreună cu toți martirii legiunii tebane.
Biserica Ortodoxă Greacă îl sărbătorește pe 27 decembrie.

### Heraldică
Sfântul este reprezentat în stemele unor localități, precum:

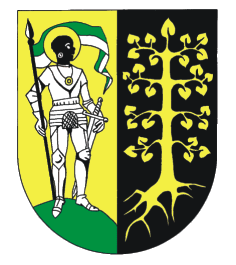
Bad Sulza
Büderich
Coburg
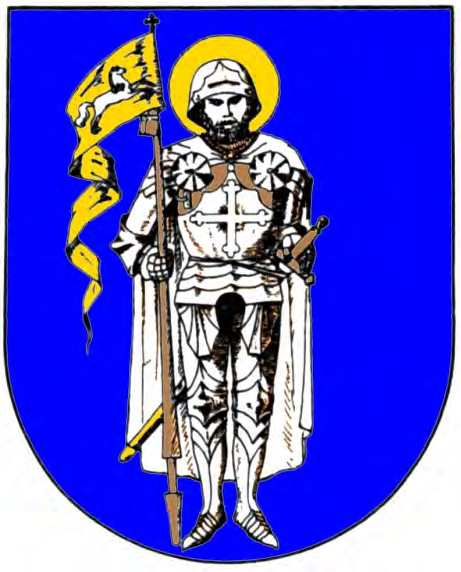
Ebstorf
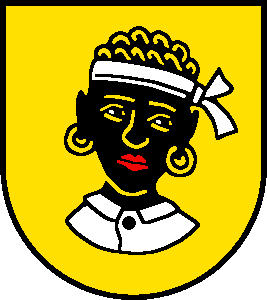
Flumenthal
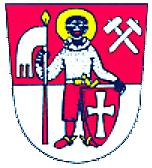
Förderstedt
Fröndenberg/Ruhr
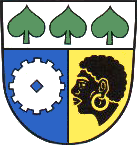
Krautheim (Turingia)
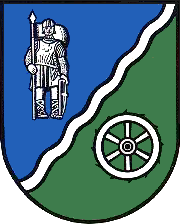
Lutter (Eichsfeld)
Mandach
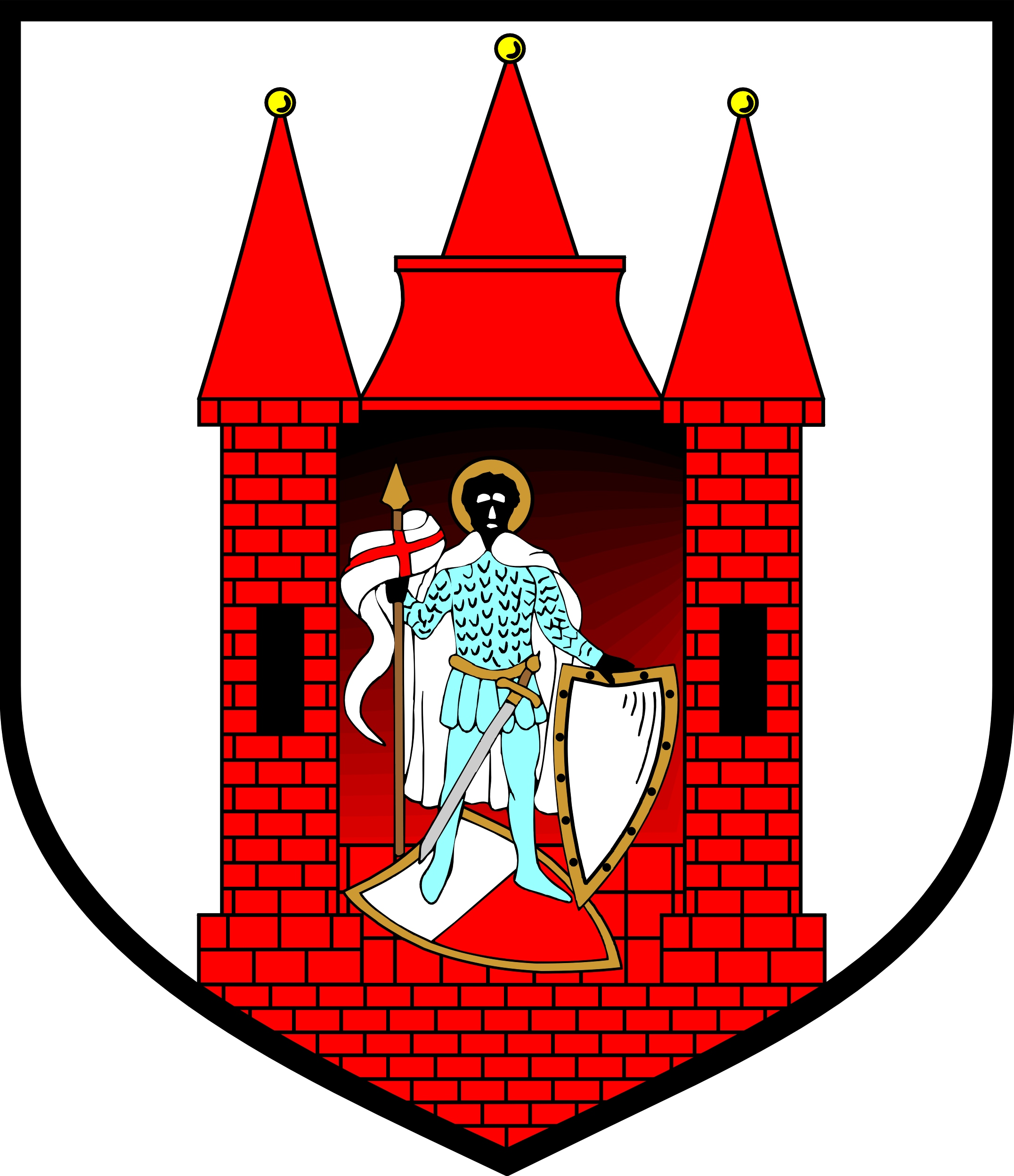
Sandau (1979)
St. Moritz
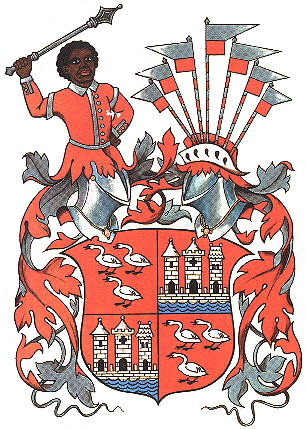
Zwickau